# Krupice
Krupice (en serbe cyrillique : Крупице) est un village du nord du Monténégro, dans la municipalité de Pljevlja.

## Démographie

### Évolution historique de la population
| 1948 | 1953 | 1961 | 1971 | 1981 | 1991 | 2003 |
| ---- | ---- | ---- | ---- | ---- | ---- | ---- |
| 342  | 299  | 314  | 275  | 231  | 150  | 111  |